# 長孔小褐鱈
長孔小褐鱈，為輻鰭魚綱鱈形目稚鱈科的其中一種，分布於東南太平洋Nazca及Salay Gómez海脊海域，深度160-290公尺，體長可達20.8公分，棲息在底中層水域，生活習性不明。

## 扩展阅读
維基物種上的相關：長孔小褐鱈